# Sphaerocypraea
Sphaerocypraea is een geslacht van weekdieren uit de klasse van de Gastropoda (slakken).

## Soort
- Sphaerocypraea incomparabilis (Briano, 1993)